# Albert Steinmetz
Albert Steinmetz (* 28. Dezember 1909 in Heidelsheim; † 8. August 1984 in Stuttgart) war ein deutscher Leichtathlet.
Er wurde bei den Deutschen Meisterschaften 1935 Fünfter über 200 und 1936 Vierter über 100 Meter. Bei den Olympischen Spielen in Berlin erreichte Steinmetz auf der 200-Meter-Strecke den Zwischenlauf. 1938 wurde er mit der Frankfurter 4-mal-100-Meter-Staffel Deutscher Vizemeister.
Seine persönliche Bestzeit über 200 Meter stellte er in 21,8 s 1935 in Darmstadt auf. Über 100 Meter lag seine Bestzeit bei 10,5 s, gelaufen 1938 in Dortmund. Steinmetz startete für TV 1899 Heidelsheim, Karlsruher FV, SV Kickers Stuttgart, Eintracht Frankfurt und Post-SG Mannheim.